# Port lotniczy Rạch Giá
Port lotniczy Rạch Giá – port lotniczy w Rạch Giá, w Wietnamie.